# Julia du Plessis
Julia du Plessis (27 maggio 1996) è un'altista sudafricana.

## Palmarès
| Anno | Manifestazione               | Sede        | Evento        | Risultato | Prestazione | Note |
| ---- | ---------------------------- | ----------- | ------------- | --------- | ----------- | ---- |
| 2012 | Mondiali juniores            | Barcellona  | Salto in alto | 12ª       | 1,78 m      |      |
| 2013 | Mondiali allievi             | Donec'k     | Salto in alto | Bronzo    | 1,79 m      |      |
| 2015 | Campionati africani juniores | Addis Abeba | Salto in alto | Argento   | 1,75 m      |      |
| 2015 | Giochi panafricani           | Brazzaville | Salto in alto | Bronzo    | 1,80 m      |      |
| 2016 | Campionati africani          | Durban      | Salto in alto | 8ª        | 1,73 m      |      |
| 2017 | Universiadi                  | Taipei      | Salto in alto | 10ª       | 1,80 m      |      |
| 2018 | Campionati africani          | Asaba       | Salto in alto | 6ª        | 1,75 m      |      |
| 2019 | Giochi panafricani           | Rabat       | Salto in alto | 7ª        | 1,75 m      |      |
| 2019 | Universiadi                  | Napoli      | Salto in alto | 12ª       | 1,75 m      |      |